# Sterre Kroezen
Sterre Kroezen (Almelo, 29 juni 2005) is een voetbalspeelster uit Nederland. Ze komt als middenvelder uit voor sc Heerenveen in de Vrouwen Eredivisie.

## Carrière
Kroezen kwam in haar jeugdjaren uit voor PH Almelo. Vanuit deze club voegde ze zich in de jeugdopleiding van FC Twente. In 2023 tekende ze haar eerste profcontract in Enschede. Op 18 augustus 2021 maakte ze haar debuut voor FC Twente in de Champions League-kwalificatie door in te vallen voor Kerstin Casparij in de 71ste minuut. In 2023 tekende Kroezen een nieuwe verbintenis tot medio 2025 bij FC Twente. Om meer speelminuten te kunnen maken werd Kroezen in het seizoen 2023/24 verhuurd aan competitiegenoot PEC Zwolle. Voor het seizoen 2024/25 verlengde PEC Zwolle de huurovereenkomst waardoor ze een tweede seizoen actief was in Zwolle. In maart 2025 maakte FC Twente bekend het op 30 juni 2025 aflopende contract van Kroezen niet te verlengen.
Naast haar profcarrière deelt Kroezen ook op sociale media video's van voetbaltrucjes die miljoenen keren zijn bekeken. Daarnaast werd ze in 2024 genomineerd voor de Fashion Player-award.
Na het seizoen 2024/25 verliet Kroezen PEC Zwolle en werd haar contract bij FC Twente niet verlengd, waardoor ze transfervrij opzoek kon naar een nieuw team. Ze vond in sc Heerenveen haar nieuwe werkgever.

### Carrièrestatistieken
| Seizoen                    | Club            | Land            | Competitie         | Competitie | Competitie | Beker | Beker | Internationaal | Internationaal | Overig | Overig | Totaal | Totaal |
| Seizoen                    | Club            | Land            | Competitie         | Wed.       | Dlp.       | Wed.  | Dlp.  | Wed.           | Dlp.           | Wed.   | Dlp.   | Wed.   | Dlp.   |
| -------------------------- | --------------- | --------------- | ------------------ | ---------- | ---------- | ----- | ----- | -------------- | -------------- | ------ | ------ | ------ | ------ |
| 2021/22                    | FC Twente       | Nederland       | Vrouwen Eredivisie | 3          | 0          | 0     | 0     | 1              | 0              | 1      | 0      | 5      | 0      |
| 2022/23                    | FC Twente       | Nederland       | Vrouwen Eredivisie | 9          | 0          | 0     | 0     | 1              | 0              | 2      | 0      | 12     | 0      |
| 2023/24                    | FC Twente       | Nederland       | Vrouwen Eredivisie | 0          | 0          | 0     | 0     | 0              | 0              | 0      | 0      | 0      | 0      |
| 2023/24                    | → PEC Zwolle    | Nederland       | Vrouwen Eredivisie | 19         | 2          | 1     | 0     | –              | –              | –      | –      | 20     | 2      |
| 2024/25                    | FC Twente       | Nederland       | Vrouwen Eredivisie | 0          | 0          | 0     | 0     | 0              | 0              | 0      | 0      | 0      | 0      |
| 2024/25                    | → PEC Zwolle    | Nederland       | Vrouwen Eredivisie | 22         | 3          | 1     | 1     | –              | –              | 0      | 0      | 23     | 4      |
| Carrière totaal            | Carrière totaal | Carrière totaal | Carrière totaal    | 53         | 5          | 2     | 1     | 2              | 0              | 3      | 1      | 60     | 8      |
| Bijgewerkt tot 1 juli 2025 |                 |                 |                    |            |            |       |       |                |                |        |        |        |        |

## Interlandcarrière
Op 6 juli 2021 maakte Kroezen haar debuut voor Oranje -16. In 2022 behaalde ze met Nederland -17 de halve finale op het EK 2022.